# Norman Vanua
Norman Vanua (* 2. Dezember 1993 in Port Moresby, Papua-Neuguinea) ist ein papua-neuguineischer Cricketspieler, der seit 2014 für die papua-neuguineische Nationalmannschaft spielt.

## Aktive Karriere
Vanua gab sein ODI-Debüt im November 2014 gegen Hongkong und erzielte dabei 4 Wickets für 60 Runs. Im Juli 2015 folgte beim ICC World Twenty20 Qualifier 2015 sein Twenty20-Debüt in Irland. Ebenfalls gegen Irland gelangen ihm in einer Twenty20-Serie im Februar 2016 drei Wickets (3/26). Ein Jahr später konnte er abermals drei Wickets in den Vereinigten Arabischen Emiraten. Im Oktober folgten drei Wickets (3/57) gegen Schottland. Beim ICC Cricket World Cup Qualifier 2018 gelangen ihm gegen die Vereinigten Arabischen Emirate (4/39) und Hongkong (4/24) jeweils vier Wickets. Bei der ICC World Cricket League Division Two 2019 erzielte er gegen die Vereinigten Staaten 4 Wickets für 37 Runs, wofür er als Spieler des Spiels ausgezeichnet wurde. Im Juli 2019 bei den Pazifikspielen erreichte er vier Wickets (4/21) gegen Samoa und 5 Wickets für 17 Runs, wo sie den Titel gewinnen konnten. Im Oktober folgte der ICC Men’s T20 World Cup Qualifier 2019, wo ihm gegen Bermuda 3 Wickets für 14 Runs gelangen, wofür er als Spieler des Spiels ausgezeichnet wurde. Gegen Kenia folgte dann noch ein Mal ein Fifty über 54 Runs, womit er erneut als Spieler des Spiels ausgezeichnet wurde.
Im September 2021 konnte er bei einem Drei-Nationen-Turnier im Oman gegen Schottland ein Fifty über 57 Runs erzielen. Daraufhin war er Teil des Kaders beim ICC Men’s T20 World Cup 2021 und konnte dort unter anderem gegen Schottland 47 Runs erreichen. Im März erzielte er in Nepal zunächst in den ODIs drei Wickets (3/62) und dann in den Twenty20s ein Fifty über 52 Runs erreichen. Dem folgte ein Drei-Nationen-Turnier im Oman, bei dem ihm gegen den Gastgeber drei Wickets (3/50) gelangen. In Singapur erreichte er in einer Twenty20-Serie im Juli ein Fifty über 71 Runs. Im September erfolgte bei einem heimischen Drei-Nationen-Turnier gegen Namibia erneut drei Wickets (3/47). Bei einem Drei-Nationen-Turnier in Nepal im März 2023 erreichte er gegen den Gastgeber ein Fifty über 60 Runs. In der Ostasien/Pazifik-Qualifikation für die Twenty20-Weltmeisterschaft im Juli 2023 erreichte er gegen Vanuatu drei (3/34) und gegen Japan vier Wickets (4/20) und wurde dafür jeweils ausgezeichnet. Ein Jahr später wurde er für den Kader für den ICC Men’s T20 World Cup 2024 nominiert.